# Пелейско вулканично изригване
Пелейските изригвания са най-експлозивните вулканични изригвания след плинийските. Те се появяват обикновено, когато магмата е много гъста и газовите балончета в нея не могат да се освободят чрез слаби и периодични експлозии. Най-важната и открояваща характеристика на пелейските изригвания е наличието на пирокластичнен поток. Произвежда се и много гъст и нажежен до червено облак от пулверизирана вулканична пепел. Образуването на лавови куполи преди изригването е друга характерна черта на този тип изригвания.
Пелейските изригвания носят името на изригването на вулкана Пеле през 1902 г., което унищожава карибското селище Сен Пиер на остров Мартиника. Вулканите произвеждат гъста, почти твърда магма, която се разлива в кратера няколко месеца или дни преди изригването. Тя е прекалено гъста за да тече и постепенно чрез слабите избликвания се образува лавов купол. Понякога той може да се извиси до височината на Емпайър стейт билдинг в Ню Йорк и да е почти вертикален. Обикновено лавовите куполи са много нестабилни. В часовете преди изригването се наблюдават слаби изтичания на силно вискозна лава. Когато стане твърде нестабилен лавовият купол се срутва и образува пирокластичен поток. След основният поток може да се получат вторични пирокластични потоци. Количествата на изхвърлената пепел и твърдите вулканични материали са в по-малко количество от тези произвеждани при вулканските и плинийските изригвания. Малко след потоците може да последва и вертикално изригване, както при случая на Света Елена през 1980, но обикновено изхвърленият материал при тях е по-малък от 1 км3.
По подобен начин е протекло изригването и на вулкана Пеле през 1902 г. Приблизително 30 000 души са изпепелени в пирокластичния поток. Един затворник оцелява, макар и с тежки изгаряния. През 1980 г. при изригването на Света Елена загиват 57 души. Повечето от тях мислели, че са на безопасно разстояние от вулкана, но никой не е очаквал опустошителния страничен взрив, който помел дървета за 300 000 къщи. Час след него силно изригване от кратера на вулкана запраща около 1 км3. пепел на 20 километра височина. През 79 г. при изригването на вулкана Везувий в Помпей загиват 2000 души. Вулканът избълвал 6 пирокластични потока, които унищожили градовете Помпей, Херкулан, Оплонт и Стабии.

## Примери
- Изригване на Хибок-Хибок през 1948–1951 г.
- Изригване на Ламингтон през 1951 г.
- Изригване на Безимиани през 1956 г.
- Изригване на Майон през 1968 г.
- Изригване на Света Елена през 1980 г.
- Изригване на Пеле през 1902 г.